# 大亚湾核反应堆中微子实验

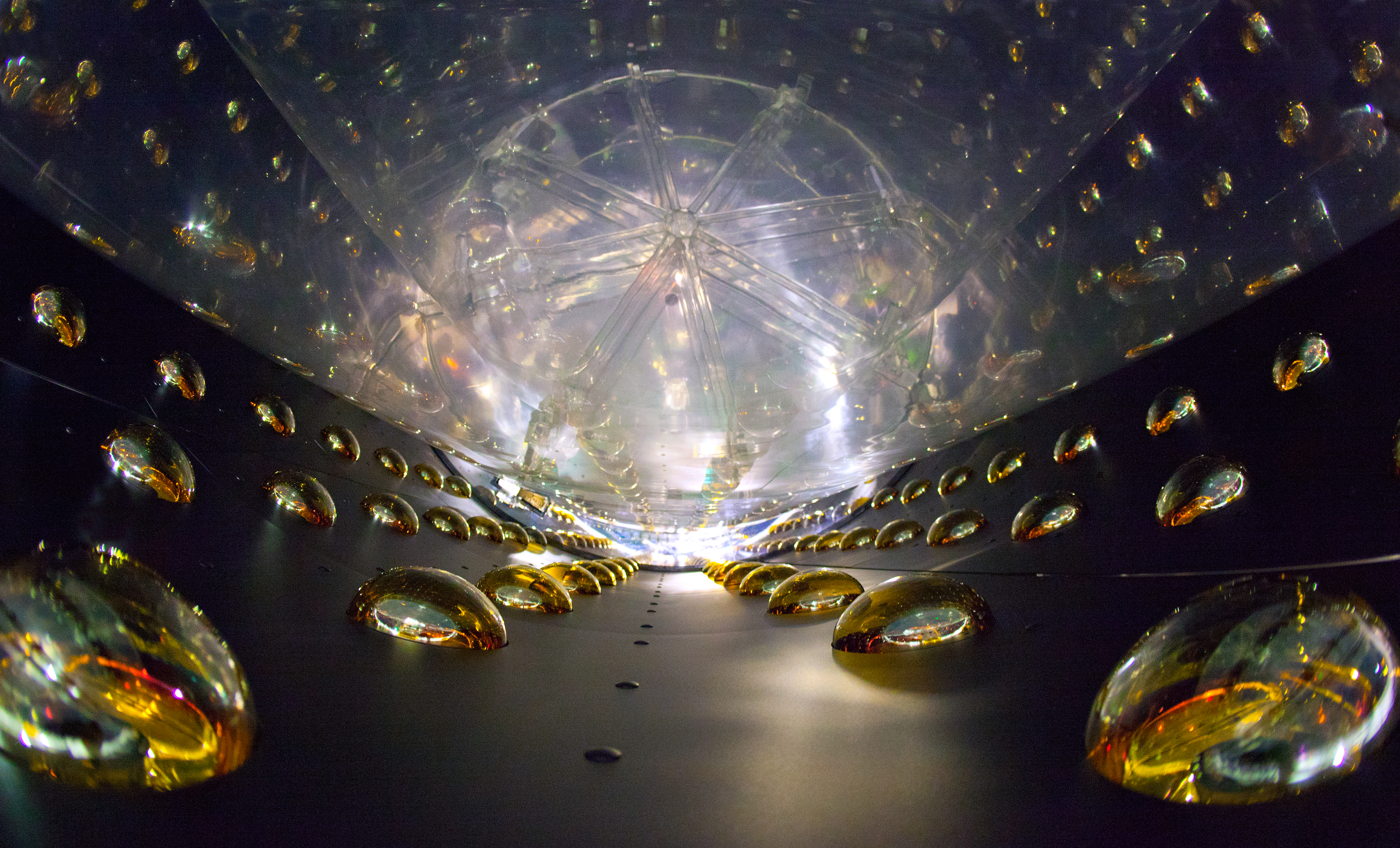
大亚湾探测器之一。

大亚湾核反应堆中微子实验是一个建于中国的研究中微子的多国粒子物理合作项目。该项目组于2006年2月成立，参加的研究人员来自中国大陆、香港、台湾、美国、捷克和俄罗斯等七个国家和地区。22°36′04.48″N 114°32′27.69″E / 22.6012444°N 114.5410250°E实验装置于2007年开始动工，2011年12月投入使用，在运行了九年后于2020年12月12日退役。
实验包括八个反中微子探测器，集中在有六个核反应堆1.9 km（1.2 mi）内的三个地点。每个检测器包括20吨的液体闪烁剂（掺杂有钆的直链烷基苯）通过光电倍增管和屏蔽包围
。
一个更大的随后实验中正在开发中，以在开平市的江门地下中微子实验观测站（JUNO）的形式，它会使用的丙烯酸球体充满了2万吨液体闪烁剂的探测器来探测反中微子。破土动工开始于2015年1月10日，预计2022年运行:3。

## 项目设施

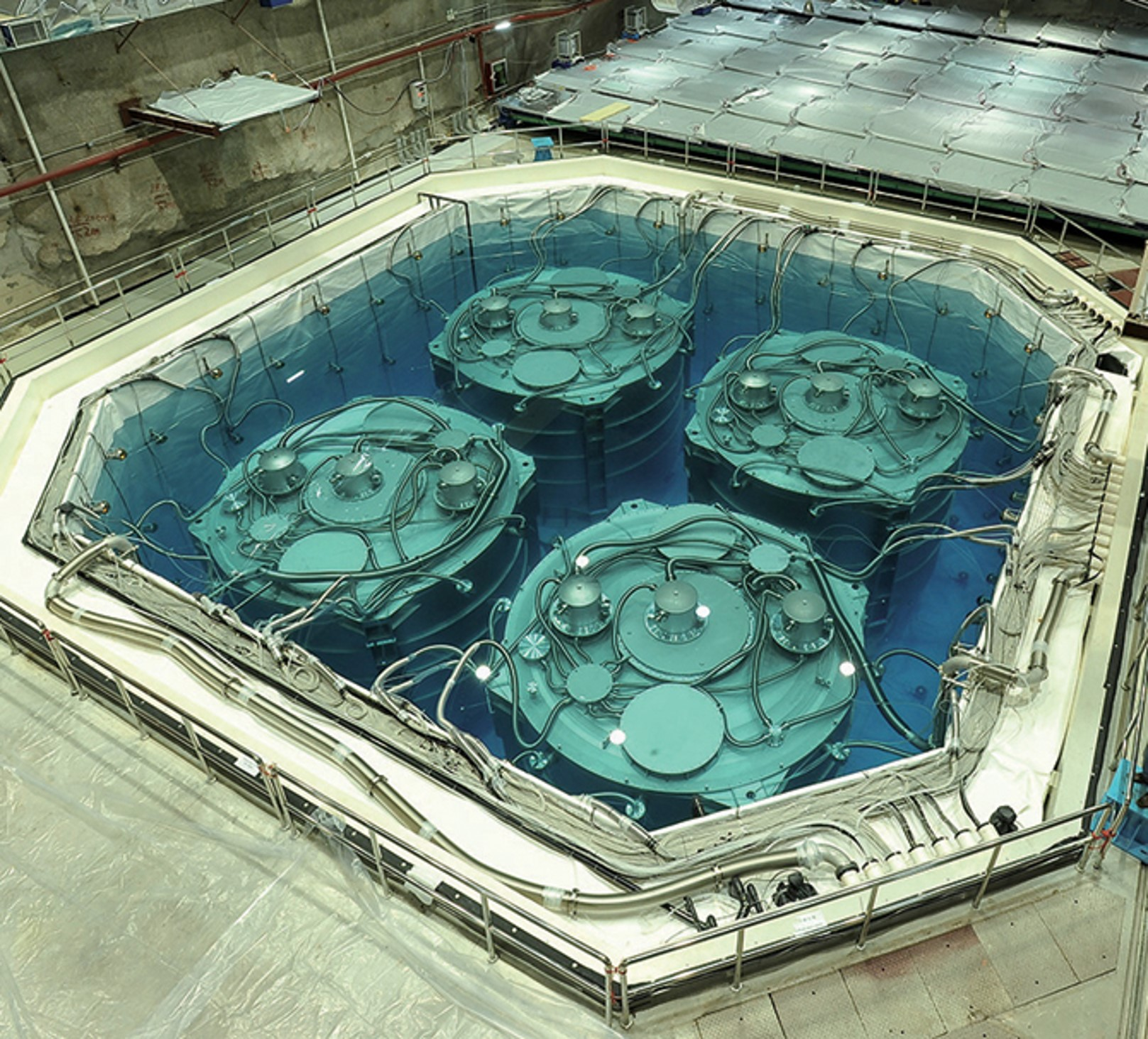
浸没在高纯水中的四个中微子探测器

项目的两个中微子探测器设在大亚湾核电站，用于探测到来自核电站反应堆群的中微子。另外為支援此項目，香港仔隧道粒子物理實驗室亦曾於2006年被香港大學及香港中文大學物理系申請使用作實驗用途。

## 研究人员
该项目团队为王贻芳所领导。

## 中微子震盪

### 内容
2012年3月8日，大亞灣中微子實驗國際合作組宣佈，發現一種新的中微子震盪，其震盪機率為{\displaystyle \sin ^{2}(2\theta _{13})=0.092\pm 0.017}。
在2015年Moriond物理学会议上，新的最适合的混合角和质量差被提出：
{\displaystyle \sin ^{2}(2\theta _{13})=0.084\pm 0.005,\quad |\Delta m_{ee}^{2}|=2.44_{-11}^{+10}\times 10^{-3}{\rm {eV}}^{2}}

### 意义
假若這結果成立，物理學者可以開始研究中微子與反中微子之間的不對稱性，從而嘗試解釋為甚麼宇宙中的物質超多於反物質。大亚湾的研究员通过此次得出的精确值击败了同时参与此项目的另外四个竞争团队，它们分别是日本的T2K實驗、美国费米实验室的主注入器中微子震盪探索、法国的双绍实验以及韩国的中微子震盪反應堆實驗。
參與者邢志忠自評「不是诺贝尔奖量级，但很重要」。

## 评价
- 美国托马斯杰斐逊国家加速器装置（英语：Thomas Jefferson National Accelerator Facility）的McKeown认为此次实验的结果：“可以说是有史以来来自中国的最重要的物理（实验）结果”[14]。
- 获得2016年国家自然科学奖一等奖： “大亚湾反应堆中微子实验发现的中微子振荡新模式”-王贻芳（中国科学院高能物理研究所）

## 反中微子能譜
2016年2月，大亞灣中微子實驗團隊發表論文表示，測量反中微子能譜獲得令人驚訝的結果，在5 MeV能量附近，反中微子數量超過理論預期。這未曾預期到的實驗結果暗示，當今理論可能需要改善。另外還發現，收集到的反電中微子數量比理論預測低6%。這結果意味著有些反電中微子可能以變換成無法探測到的輕質量惰性中微子。

## 退役
2020年12月12日，在运行了九年后，由于微子振荡振幅的测量精度已达到极限值，实验设施继续运行已没有意义，大亚湾反应堆中微子实验装置正式退役。
实验装置退役后，设备将被拆卸撤场，之后实验场地将正式移交给中微子实验所在的中广核集团，由中广核集团进行后续的开发利用。

## 合作者
- 北京师范大学
- 布鲁克黑文国家实验室
- 智利天主教大学
- 加州理工學院
- 布拉格查理大学
- 成都理工大学
- 中国广核集团
- 中国原子能科学研究院
- 中国科学院
- 香港中文大学
- 威廉與瑪麗學院
- 伊利諾理工學院
- 中国科学院高能物理研究所
- 爱荷华州立大学
- 杜布纳联合原子核研究所
- 库尔恰托夫研究所
- 劳伦斯伯克利国家实验室和加州大學柏克萊分校
- 南京大学
- 南开大学
- 國立交通大學
- 國立臺灣大學
- 國立聯合大學
- 普林斯顿大学
- 伦斯勒理工学院
- 山东大学
- 上海交通大学
- 深圳大学
- 中山大学
- 清华大学
- 加州大学洛杉矶分校
- 香港大学
- 休斯顿大学
- 伊利诺伊大学厄巴纳-香槟分校
- 中国科学技术大学
- 威斯康星大学麦迪逊分校
- 弗吉尼亚理工学院暨州立大学